# Miniprep

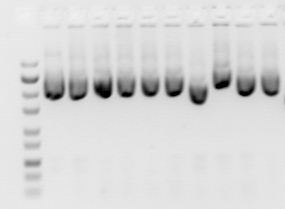
Corsa elettroforetica su gel di agarosio di DNA plasmidico estratto mediante miniprep. Il DNA è visualizzato grazie alla presenza nel gel di etidio bromuro.

La Miniprep (o minipreparazione di DNA plasmidico) è una tecnica di laboratorio utilizzata in biologia molecolare per l'estrazione, su piccola scala, di DNA plasmidico dai batteri trasformati che lo contengono. Le miniprep sono utilizzate durante i processi di clonaggio per analizzare cloni batterici.

## Utilizzo
L'uso di plasmidi permette di replicare il materiale genetico in batteri o per trasferire certi geni in altri organismi. La resa di plasmidi dipende da numerosi fattori: il ceppo batterico, il terreno di coltura utilizzato, il tipo di plasmide (i cosiddetti plasmidi ad alto numero di copie, high copy number o a basso numero di copie, low copy number) e le condizioni di coltura (agitazione, temperatura...). I batteri generalmente utilizzati per la replicazione di plasmidi esogeni sono della specie Escherichia coli.
Tale tecnica è utile allorquando si vogliano utilizzare dei plasmidi come vettori di espressione o di clonaggio, per determinare, in genere dopo un passaggio di ligazione e di successiva trasformazione, quali cloni batterici contengano il plasmide di interesse.

## Procedimento
Esistono diverse vie per ottenere una miniprep: il metodo classico utilizza tutta una serie di soluzioni o buffer che servono a compiere i diversi step dell'estrazione (dalla rottura delle cellule fino all'ottenimento del DNA plasmidico). Questa tecnica si basa sul processo di lisi alcalina, proposta da Birnboim e Doly nel 1979.
Attualmente nei laboratori di ricerca vengono utilizzati dei kit forniti da diverse industrie del settore contenenti, già preparate, le soluzioni per l'estrazione del DNA; per ragioni commerciali, la composizione di ogni singola soluzione non è nota.

### Crescita dei batteri
I plasmidi sono solitamente purificati a partire da colture liquide trasformate, seminate su terreno solido e isolate. I plasmidi ingegnerizzati sono solitamente dotati di uno o più geni in grado di conferire resistenza agli antibiotici (solitamente ampicillina o kanamicina), che permette ai batteri che sono stati trasformati con successo di moltiplicarsi in un terreno di coltura selettivo.
Nelle miniprep il volume di terreno liquido è di circa 1-5ml.

### Lisi
I batteri di ogni campione, dopo essere stati risospesi in un tampone isotonico, subiscono la lisi alcalina grazie all'aggiunta di un tampone contenente idrossido di sodio 0,2N e la successiva neutralizzazione con l'addizione di un tampone contenente sodio acetato. L'idrossido di sodio, oltre a rompere la parete batterica, denatura il DNA. La fase di neutralizzazione, riportando il pH ai valori fisiologici, permette la rinaturazione del DNA plasmidico superavvolto ma non di quello genomico, a causa delle grandi dimensioni di quest'ultimo.

### Purificazione del DNA
Dopo la centrifugazione dei campioni, che rimuove le membrane, le pareti cellulari e il DNA genomico, il DNA plasmidico in soluzione viene purificato tramite l'addizione di una soluzione fenolo/cloroformio: le proteine vengono denaturate e solubilizzate nella fase organica inferiore mentre il DNA plasmidico si colloca nella fase acquosa superiore.
La fase acquosa viene prelevata e si procede con la precipitazione del DNA addizionando etanolo. Dopo la precipitazione si rimuove l'etanolo e il DNA precipitato può essere risospeso in acqua o in un altro opportuno tampone.
Un altro metodo di purificazione si ha con la separazione del DNA su gradiente di CsCl-EtBr.